# 布兰卡二世
布兰卡二世（法語：Blanche II de Navarre；1424年6月9日—1464年12月2日），1461—1464年间名义上的纳瓦拉女王。她是亞拉岡国王胡安二世和纳瓦拉女王布蘭卡一世的女儿。因为和卡斯蒂利亚的恩里克的婚姻，她还是阿斯图里亚斯亲王妃。

## 早年生活

### 出生
1424年6月9日，布兰卡出生在纳瓦拉的奥利特。她是蒙布朗公爵即后来的亞拉岡国王胡安二世和其妻纳瓦拉女王布蘭卡一世的次女，长姐胡安娜于1425年8月22日早夭。9月8日，她的外祖父卡洛斯三世驾崩，她的父母因此双双登基。

### 纳瓦拉女继承人
1427年，她和胞兄維亞納王子卡洛斯、胞妹莱奥诺尔被宣布为纳瓦拉王国的合法继承人。1440年9月16日，作为1436年11月22日在托莱多和卡斯蒂利亚的和约的一部分，她在母亲陪同下嫁给表弟卡斯蒂利亚的阿斯图里亚斯亲王恩里克（后来的卡斯蒂利亚王国国王恩里克四世），成为阿斯图里亚斯親王妃，纳瓦拉借此收回在双方交战中失去的别墅和城堡，但这桩婚姻据说有名无实。
1453年，恩里克开始寻求废除这件婚事，而布兰卡竟然被证实还是处女。教皇以“巫术阻止了恩里克的房事”为由，宣布他们离婚。离婚后，布兰卡被送回纳瓦拉，遭到家人的囚禁。从1462年起，她一直处于胞妹萊奧諾爾的监禁之下，终其一生没有孩子。
布蘭卡的父親和妻子同為共治君主，使他同時是納瓦拉國王胡安二世；但是1441年布兰卡一世死后，胡安二世沒有放棄纳瓦拉的王位，不让亲生儿子卡洛斯王子（名义上的纳瓦拉国王卡洛斯四世）掌權，父子爆发内战。而胡安的后妻胡安娜·恩里克斯只想为自己所生的儿子费尔南多着想，後者最終在1512年兼併納瓦拉大部分的領土。

## 王位主张者
1461年9月23日，没有合法子女的卡洛斯去世（一说被毒杀），纳瓦拉人和反对阿拉贡的人拥立布兰卡为纳瓦拉女王布兰卡二世。布兰卡因正被亲生父亲独自监禁在奥利特，当然无力行使王权。
胡安二世想借布兰卡和法国结盟，他在萨尔瓦铁拉和法国国王路易十一会晤，达成一致，将38岁的布兰卡嫁给16岁的法国王弟贝里公爵夏尔。但布兰卡不想成为政治工具，拒绝了这桩婚事。胡安二世被女儿的叛逆激怒了。1464年，布兰卡在不久后遭谋杀的潘普洛纳主教尼科拉斯·德埃查巴里帮助下回到潘普洛纳，以求进入纳瓦拉朝廷。
胡安决定让莱奥诺尔和她的丈夫富瓦伯爵加斯東四世继承纳瓦拉。被转移到贝阿恩的布兰卡在途中察觉到胡安二世等人希望自己死，于1462年4月23日在隆塞斯瓦列斯书面抗议自己遭到绑架。
布兰卡到达贝阿恩后被囚禁在奥尔泰兹的蒙卡达塔，不到一个月，1464年12月2日，布兰卡神秘死去。一些史学家认为她是被莱奥诺尔下令或其他奉了胡安二世之命的人毒杀。她被葬在莱斯卡大教堂的墓穴。
布兰卡死后，莱奥诺尔成为纳瓦拉王位的合法继承人，但莱奥诺尔是支持父亲的，一直不要求纳瓦拉王位，直到1479年胡安二世驾崩才继位。

## 资料来源
- Orpustan, Jean-Baptiste.  [Lower Navarre in the War of Navarre (1512–1530), historical narrative, according to the book 'Navarra, 1512-1530: ...' by Pedro Esarte Muniain (Pamiela, Pamplona-Iruña 2001).] (PDF). Osses: Jean-Baptiste Orpustan. n.d.: 1–25  [22 April 2016]. （原始内容存档 (PDF)于2018-12-22） –Tipirena.net （法语）.

| 布兰卡二世 特拉斯塔馬拉王朝出生于：1424年6月9日逝世於：1464年12月2日 | 布兰卡二世 特拉斯塔馬拉王朝出生于：1424年6月9日逝世於：1464年12月2日                 | 布兰卡二世 特拉斯塔馬拉王朝出生于：1424年6月9日逝世於：1464年12月2日 |
| 王位覬覦者                                                           | 王位覬覦者                                                                           | 王位覬覦者                                                           |
| -------------------------------------------------------------------- | ------------------------------------------------------------------------------------ | -------------------------------------------------------------------- |
| 前任者： 卡洛斯（四世）                                              | — 名义上的 — 纳瓦拉女王 1461年9月23日－1464年12月2日 继位失败原因： 胡安二世篡夺王位 | 繼任者： 萊奧諾爾 為繼承人，未積極宣稱權利                           |